# Meillerwagen
Le Meillerwagen (anglais : Meiller Vehicle) est une remorque allemande datant de la 2e Guerre mondiale utilisée pour le transport d'un missile V2, depuis son unité technique de stockage au point de lancement et pour le dresser en position de tir (Brennstand, ou anglais : firing stand). Il s'agit du premier tracteur-érecteur-lanceur mis en service. Une plate-forme de tir (Bodenplatte, anglais : bottom plate). La remorque devait servir de base de lancement ainsi que pour le chargement en carburant et les préparatifs de lancement.
Le nom non officiel 'Meillerwagen', a été souvent utilisé dans les documents officiels et se réfère au fournisseur de pièces de la remorque, Meiller-Kipper GmbH de Munich, Allemagne (fondé en 1850). Le centre militaire de Peenemünde conçut le Meillerwagen, la firme Gollnow & Son assembla le Meillerwagen à partir de composants fournis. Le Meillerwagen fut assemblé avec des travailleurs prisonniers italiens et soviétiques du camp de Rebstock. C'était un véhicule avec le n° de code 102 caractérisant les batteries de lancement de V2 qui incluaient des véhicules de 8 tonnes servant au contrôle du lancement. Le lancement du V2 depuis un équipement mobile a été étudié sous le nom de code Regenwurm ("Ver de terre") pour remplacer des bunkers comme le blockhaus d'Eperlecques.

## Mise en œuvre

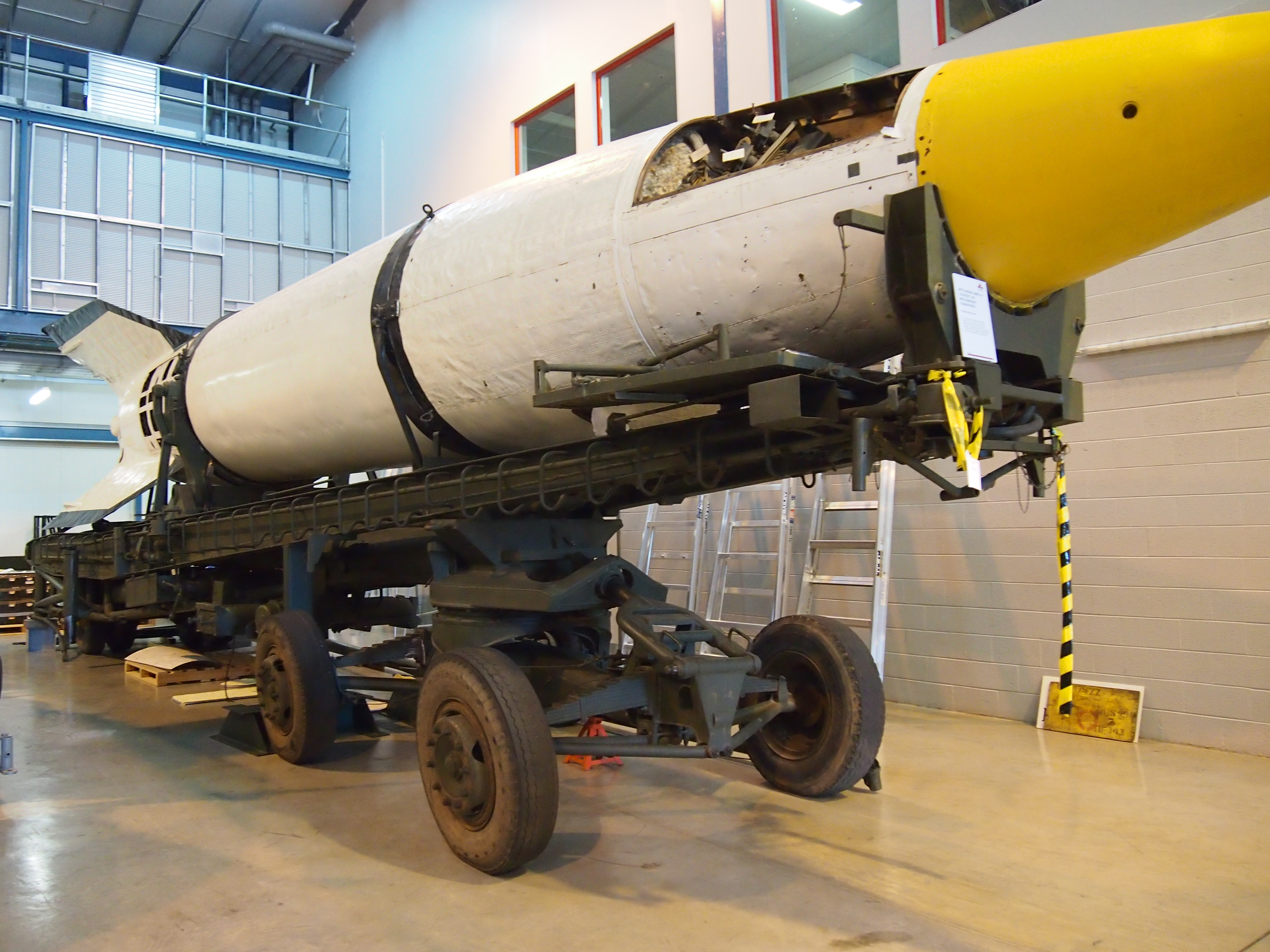
Un missile V-2 sur un Meillerwagen. Musée Australien War Memorial's Treloar Technology Centre en septembre 2012.

Le dispositif de transport-lancement Meillerwagen A4 / V2 était composé des véhicules suivants :
- Feuerleitzugmaschine SdKfz 7/3 (véhicule de commandement)
- Feuerleitpanzer SdKfz 251 (véhicule de commandement blindé)
- Hanomag SS-100 (véhicule tracteur)
- Le Meiller-Wagen (tracteur-érecteur-lanceur remorque d'érection mobile, le précurseur des automoteurs des lanceurs de missiles actuels)
- Opel-Blitz T-Stoffwagen (véhicule citerne, probablement le même que la version "Ausf. S" utilisée pour le Me 163B avion-fusée)
- Kesselanhänger für Fl-Sauerstoff (véhicule citerne pour oxygène liquide)

### Transport
Après avoir terminé de fixer l'ogive explosive sur la fusée V2, l'équipe technique utilisait un portique de levage' ('strabo crane') pour transférer la fusée du 'Vidalwagen sur le Meillerwagen afin de l'amener au point de lancement. Typiquement, un tracteur Hanomag SS-100 poussait le Meillerwagen jusqu'à 45 km/h quand le missile est "queue en avant" (la vitesse maximum en sens inverse étant 15 km/h, car les freins pneumatiques de la plateforme ne pouvaient être couplés au tracteur quand il poussait en arrière).

### Carburant
Le réservoir à peroxyde d'hydrogène sur le Meillerwagen (126 litres) était rempli à partir d'un véhicule-citerne de 2 120 litres avec sa propre pompe. Puis la fusée était remplie à partir du réservoir du Meillerwagen. Une tuyauterie additionnelle du Meillerwagen était comme suit.

## Structure

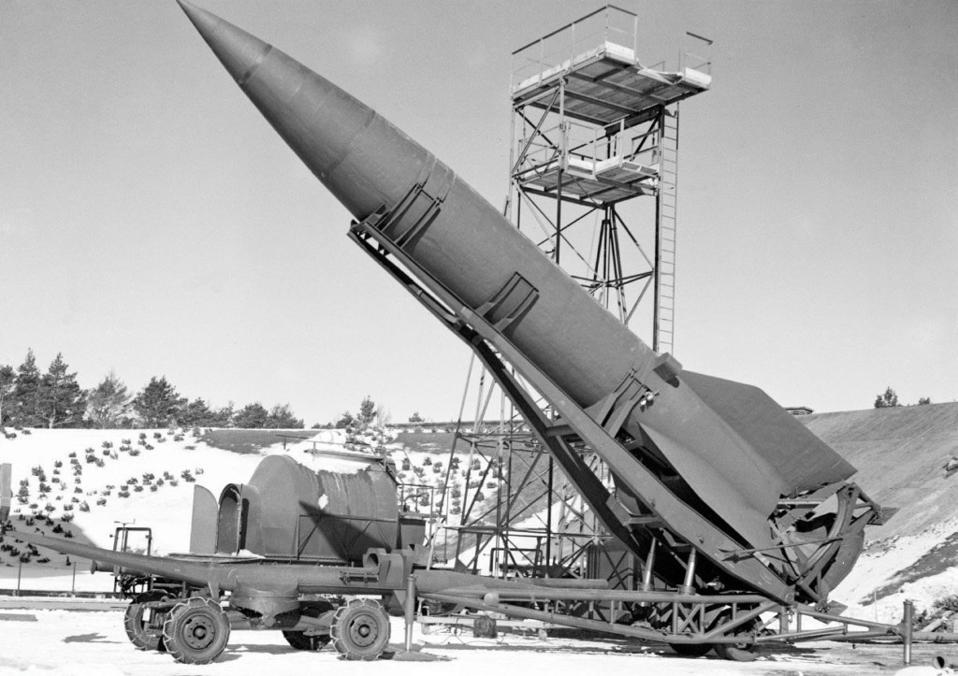
Un Meillerwagen en phase de préparation pour ériger le V2 verticalement.